# Zohra Opoku
Zohra Opoku, née en 1976 en Allemagne de l’Est, est une artiste germano-ghanéenne d’art visuel contemporain basée à Accra, réalisant des installations, des performances, des créations sur textile, des photographies, des vidéos, etc.

## Biographie
Née en 1976 à Altdöbern en Allemagne de l’Est, son père d’origine ghanéenne meurt lorsqu’elle est enfant. Elle est élevée en partie par ses grands-parents maternels. Elle connaît alors peu de choses de ses origines africaines, sa mère hésitant à donner libre cours aux récits sur ce sujet, faisant l’objet d’une surveillance en Allemagne de l’Est à la suite de sa relation avec un homme ghanéen et de la paranoïa dans ce régime sur les éléments hors-normes. Sa famille et elle bénéficient toutefois de la chute du mur de Berlin en 1989. Zohra Opoku peut dès lors suivre des études supérieures à Hambourg, dans le domaine de la mode et du design. Puis, toujours en Europe, elle travaille dans l’habillement avec le designer danois Henrick Vibskov, avant de se consacrer entièrement à ses propres créations artistiques. Le Victoria and Albert Museum (V&A) de Londres présente quelques-unes de ses œuvres dans une exposition intitulée Black Style en 2007. Mais sa formation et ce parcours préalable dans l’industrie de la mode et de l’habillement vont marquer ses créations ultérieures.
En 2011, elle revient au Ghana, pays de son père, et s’installe à Accra. En 2014, plusieurs installations dans différents lieux d’Accra dont l’Alliance française, dans le cadre d’un projet baptisé Who is wearing my T-Shirt -The Billboard Project, sont remarqués. Elle a voulu y mettre en évidence les effets incongrus de l'importation de vêtements de seconde main occidentaux en Afrique. L’idée de ces installations est née de la vision quelques années auparavant dans un village du Ghana d’un jeune homme vêtu d’un T-shirt à la gloire du FC Hansa Rostock, un club de football de l’ancienne RDA tristement connu en Allemagne pour les injures racistes émises à l’époque par ses supporters. Pour elle, les vêtements portés témoignent des liens que chacun souhaite établir avec sa propre culture,. 
Elle est accompagnée par la galerie 1957, à partir de l’ouverture de ce lieu à Accra en 2016. La directrice artistique en est Nana Oforiatta Ayim. C’est la première galerie d’art contemporain ghanéenne à avoir acquis « un rayonnement international ».
Puis, à partir de 2017, c’est une galerie de Chicago animée par Mariane Ibrahim qui lui permet d’être présente dans d'autres événements artistiques à l’international. Un des premiers accrochages conjoints, l’installation Unraveled Threads, dans une foires d’art contemporain newyorkaises des plus connues, The Armory Show (en), est d’ailleurs primée. Mariane Ibrahim présente ensuite des œuvres de Zohra Opoku dans différents expositions ou festivals, tels EXPO Chicago (en), ou encore Paris Photo, outre la Biennale de Dakar. L'installation correspond aussi à une recherche d'identité et à un récit familial, avec des portraits volontairement flous de son père et d'autres membres de sa famille sérigraphés sur des tissus kenté : « Il a cet effet flou d'images et de souvenirs, pour montrer comment nous sommes connectés à notre propre imagination et à nos souvenirs. C'est un collage d'informations et de récits - de mon père, mais aussi de mes frères et sœurs », explique-t-elle,. Quelques -unes de ses œuvres sont également incorporées dans l’exposition inaugurale, d’une nouvelle galerie de Mariane Ibrahim à Paris, en 2021, intitulée J’ai deux Amours...,.

## Expositions personnelles (sélection)
- 2014 : The Billboard Project, Public art exhibition, Accra, Ghana
- 2016 : Sassa, Gallery 1957, Accra, Ghana
- 2016 : Draped Histories, Galerie Kruger, Chicago
- 2017 : The Armory Show, Galerie Mariane Ibrahim, New York
- 2019 : Paris Photo, Secteur Prismes au Grand-Palais, Galerie Mariane Ibrahim, Paris

## Expositions collectives (sélection)
- 2007 : Black Style, Victoria and Albert Museum, Londres
- 2014 : Paroles des Femmes, Alliance Française, Accra, Ghana
- 2014 : Biennale de Dakar, Sénégal
- 2015 : FAVT : Future Africa - Visions In Time, Iwalewahaus, Bayreuth, Allemagne
- 2015 : Making Africa, Vitra Design Museum, Weil am Rhein, Allemagne / Musée Guggenheim, Bilbao, Espagne
- 2016 : Making Africa, Centre de Cultura Contemporània de Barcelona (CCCB), Barcelone, Espagne
- 2016 : 1:54 Contemporary African Art Fair, New York
- 2017 : Making Africa, High Museum of Art, Atlanta
- 2017 : FAVT, Institut Goethe, Johannesbourg, Afrique du Sud / Musée national de Nairobi, Nairobi, Kenya
- 2019 : Treasures of Islam : from Timbuktu to Zanzibar, Musée Mohammed VI d'art moderne et contemporain, Rabat, Maroc
- 2019 : EXPO Chicago, Galerie Mariane Ibrahim, Chicago
- 2020 : Biennale de Dakar, Sénégal
- 2021 : J’ai deux Amours..., Galerie Mariane Ibrahim, Paris, France